# Constructeur universel

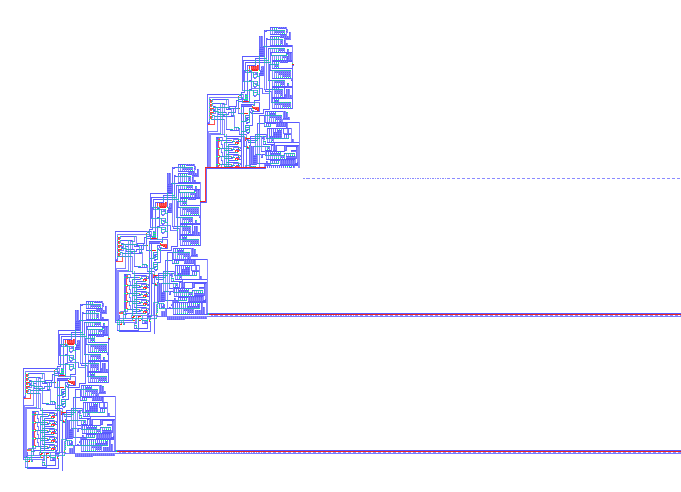
L'autoréplicateur Nobili-Pesavento, avec une copie fille en train de faire une copie petite-fille. L'automate utilise les règles de John von Neumann étendues à 32 états, basées sur ses travaux sur les constructeurs universels et les automates autoreproducteurs.

Le constructeur universel est une structure autoréplicante au sein d'un automate cellulaire, tous deux créés par John von Neumann dans les années 1940.

## Description
L'automate cellulaire utilisé par von Neumann comporte 29 états distincts. La structure autoréplicante utilise ces 29 états pour simuler des fils et des signaux. Un enregistrement formé par une succession de cellules encode une suite d'actions que la structure doit effectuer. À l'aide d'une tête d'écriture, cette structure peut créer de nouvelles cellules, permettant ainsi une réplication d'elle-même et de l'enregistrement.

## Interprétation
Le constructeur universel de von Neumann est la démonstration de la possibilité logique de l'autoréplication. Il s'agit cependant d'une structure extrêmement complexe et un certain nombre de structures plus simples furent créées au fil du temps (en particulier la boucle de Langton).
Le constructeur universel possède néanmoins, comme son nom l'indique, la propriété d'universalité : il lui est possible de créer non seulement des copies de lui-même, mais aussi des variantes.
Les structures autoréplicantes les plus simples (tout particulièrement la boucle de Byl et les boucles de Chou-Reggia) ne possèdent pas d'enregistrement séparé, leur algorithme de réplication étant contenu dans la structure elle-même, et leur évolutivité est limitée. D'autres structures, comme l'evoloop sont plus évolutives.
Le concept d'universalité n'est pas limité au constructeur universel : il a été prouvé que le jeu de la vie est universel. Il est donc possible dans cet automate cellulaire simple de créer un constructeur universel fonctionnant de manière similaire à celui conçu par von Neumann : le premier exemple connu est le propagateur linéaire, en 2013.
Également, la variante HighLife du jeu de la vie possède une structure autoréplicante, le réplicateur, composée initialement de seulement 12 cellules.

## Implémentation
Le constructeur universel fut implémenté pour la première fois par Umberto Pesavento et Renato Nobili en 1995, 50 ans après sa création.
Nobili et Pesavento présentèrent également une extension de l'automate cellulaire qui, en ajoutant trois états, permettait des croisements plus simples entre les fils et la création d'une structure plus compacte. Le problème continue à l'heure actuelle à être étudié.

## Practicité
Même si les automates cellulaires peuvent en règle générale être exécutés rapidement, la taille énorme requise par l'enregistrement (plus de 84 000 cellules dans la structure originelle, nécessitant donc une implémentation d'au moins 85 000 cellules de large) a empêché jusqu'à présent la réalisation complète d'un cycle entier de réplication. Le constructeur universel demeure donc d'un intérêt essentiellement théorique.